# باشگاه فوتبال سنت پولتن
باشگاه فوتبال سنت پولتن (آلمانی: SKN St. Pölten) یک باشگاه فوتبال در زانکت پولتن، اتریش است.
این باشگاه که در سال ۲۰۰۰ تأسیس شده سابقه یک نایب قهرمانی در جام حذفی فوتبال اتریش را در کارنامه داد.این تیم در فصل ۲۱-۲۰۲۰ به لیگ دوم فوتبال اتریش سقوط کرد.
رضا اسدی هم در فصل سقوط این تیم از بوندس لیگا اتریش به لیگ دوم اتریش ، عضو این تیم بوده است. 